# فيليكس بواليا
فيليكس بواليا (بالإنجليزية: Felix Bwalya) (27 أكتوبر 1970 – 23 ديسمبر 1997) هو ملاكم زامبي راحل، مثّل بلاده في الألعاب الأولمبية الصيفية 1992.

## روابط خارجية
فيليكس بواليا على موقع بوكس ريك (الإنجليزية) (registration required)
- فيليكس بواليا على موقع أوليمبيديا (الإنجليزية)